# Hystatoderes
Hystatoderes is een kevergeslacht uit de familie van de boktorren (Cerambycidae). De wetenschappelijke naam van het geslacht werd voor het eerst geldig gepubliceerd in 1917 door Lameere.

## Soorten
Hystatoderes is monotypisch en omvat slechts de volgende soort:
- Hystatoderes weissi (Lameere, 1915)